# 尖沙咀置業集團
尖沙咀置業集團有限公司，簡稱尖沙咀置業集團，以及尖沙咀置業 （英語：Tsim Sha Tsui Properties Company Limited，港交所：0247），在1972年由新加坡遠東機構設立香港業務，屬於信和置業有限公司（港交所：0083）的母公司，該公司前身為「信和地產投資股份有限公司」。
主要業務是物業租賃，房地產發展，酒店經營，物業管理，股票投資及買賣，與財務。
公司在香港註冊，主席為黃志祥。非執行董事為夏佳理，獨立非執行董事包括盛智文，而總部位於香港九龍尖沙咀梳士巴利道尖沙咀中心12字樓。

## 業績
- 2008年，資產淨值為HKD 24,751,571,294 ，純利為HKD 4,678,945,536 。
- 2004年，資產淨值為HKD 10,496,701,010 ，純利為HKD 723,394,343 。

## 外部參考
- 尖沙咀置業集團，2008年年報
- 尖沙咀置業集團，2007年年報
- 尖沙咀置業集團，2006年年報
- 尖沙咀置業集團，2005年年報
- 尖沙咀置業集團，2004年年報
- 尖沙咀置業集團，2003年年報
- 尖沙咀置業集團，2002年年報
- 尖沙咀置業集團，2001年年報
- 尖沙咀置業集團，2000年年報